# Dumlupınar
Dumlupınar je město v Turecku ležící v provincii Kütahya, které je centrem okresu Dumlupınar. Žije zde 1214 (2022) obyvatel. U města Dumlupınar se v roce 1922 odehrála poslední bitva řecko-turecké války. Vítězství turecké armády v této bitvě 30. srpna 1922 je Turky každoročně připomínáno  jako státní svátek - Den vítězství. 